# Underneath the Colours
Underneath the Colours – drugi album studyjny australijskiego zespołu rockowego INXS. Wydany w Australii 19 października 1981 roku przez wytwórnię Deluxe Records.

## Lista utworów
1. "Stay Young" (3:25)
2. "Horizons" (5:13)
3. "Big Go Go" (3:12)
4. "Underneath the Colours" (3:59)
5. "Fair Weather Ahead" (4:21)
6. "Night of Rebellion" (3:44)
7. "Follow" (3:53)
8. "Barbarian" (3:00)
9. "What Would You Do?" (3:08)
10. "Just to Learn Again" (4:43)

## Single
1. "Stay Young"
2. "Underneath the Colours"

## Teledyski
1. "Stay Young"
2. "Underneath the Colours"
3. "Night Of Rebellion"